# Belleair Beach
Belleair Beach è un comune degli Stati Uniti d'America, situato in Florida, nella Contea di Pinellas.